# Борковице (гмина)
Борковице (пол. Borkowice) — сельская гмина (волость) в Польше, входит в Пшисухский повет (Мазовецкое воеводство). Население — 4683 человека (на 2004 год).

## Демография
| Перепись                       | Всего   | Всего | Женщины | Женщины | Мужчины | Мужчины |
| ------------------------------ | ------- | ----- | ------- | ------- | ------- | ------- |
| Единицы                        | человек | %     | человек | %       | человек | %       |
| Население                      | 4683    | 100   | 2324    | 49,6    | 2359    | 50,4    |
| Плотность населения (чел./км²) | 54,4    | 54,4  | 27      | 27      | 27,4    | 27,4    |

## Сельские округа
1. Боленцин
2. Борковице
3. Брызгув
4. Коханув
5. Нинкув
6. Ниска-Яблоница
7. Политув
8. Радестув
9. Рудно
10. Русинув
11. Рушковице
12. Жуцув
13. Смагув
14. Воля-Курашова
15. Вымыслув
16. Здонкув

## Соседние гмины
1. Гмина Хлевиска
2. Гмина Пшисуха
3. Гмина Венява